# تيست درايف 2001
تيست درايف 2001 (بالإنجليزية: Test Drive 2001)‏ ، هي لعبة فيديو من نوع سباق السيارات ، أنتجت عام 2000م ، وتعمل بنظام جيم بوي كولر.

## وصلة خارجية
- تيست درايف 2001 في موقع جيم سبوت